# Saint-Quentin-les-Chardonnets
Saint-Quentin-les-Chardonnets é uma comuna francesa na região administrativa da Normandia, no departamento Orne. Estende-se por uma área de 9,09 km². Em 2010 a comuna tinha 330 habitantes (densidade: 36,3 hab./km²).